# Movimiento Blanco
El Movimiento Blanco (en ruso: Бѣлое движеніе/Белое движение, Béloye dvizhéniye), cuyo brazo militar es conocido como Ejército Blanco (en ruso: Белая Армия, transliterado como Bélaya Ármiya) o Guardia Blanca (Белая Гвардия, белогвардейцы; Bélaya Gvárdiya, belogvardeitsy) y cuyos miembros fueron llamados blancos (Белые, o despectivamente Беляки, Béliye o Belyakí) o rusos blancos (no confundir con los ciudadanos de Bielorrusia), estaba formado por fuerzas nacionalistas contrarrevolucionarias rusas, en muchos casos prozaristas, que tras la Revolución de Octubre lucharon contra el Ejército Rojo (al igual que el nacionalista Ejército Verde) durante la guerra civil rusa desde 1918 hasta 1921. Fueron apoyados por los gobiernos occidentales ante la amenaza de una revolución comunista mundial.
Durante la guerra civil rusa, el movimiento Blanco fue un movimiento político atrapatodo, representando una serie de opiniones políticas en Rusia, unidas en su oposición a los bolcheviques (comunistas); desde los liberales burgueses y socialistas de mentalidad republicana que se habían beneficiado de la Revolución de Febrero de 1917 a la izquierda (como los colaboradores de Kerenski), a los campeones del zarismo y la Iglesia ortodoxa rusa del cristianismo ortodoxo oriental a la derecha.
Tras su derrota, hubo remanentes y continuaciones del movimiento en varias organizaciones, algunas de las cuales solo tuvieron un apoyo estrecho, perdurando dentro de la comunidad de emigrantes blancos de todo el extranjero hasta después de la caída del comunismo en las revoluciones de Europa oriental de 1989 y la posterior disolución de la Unión Soviética en 1990-1991. Esta comunidad en el exilio de anticomunistas a menudo se dividía entre los liberales y los segmentos más conservadores, y algunos todavía esperaban la restauración de la dinastía Románov, incluidos varios reclamantes al trono vacío como Nicolás Románov, Príncipe de Rusia (1924-2014) que vivió en Italia y el príncipe Andréi Románov (nacido en 1923) de los Estados Unidos y otros exiliados que desean una república democrática constitucional en Rusia.

## La organización del movimiento blanco
En sentido estricto, no existía un Ejército Blanco como fuerza unificada y menos un «gobierno» que dirigiera al movimiento blanco y rivalizara coherentemente con el gobierno bolchevique. Sin coordinación central, las fuerzas blancas nunca fueron más allá de una débil confederación de grupos contrarrevolucionarios. La mayoría de sus miembros había servido en el Ejército Imperial Ruso comandado por el zar Nicolás II y buscaban el retorno de la monarquía en el Imperio ruso. La ausencia de una administración gubernamental central y la falta de una jefatura aceptada de forma unánime eran un problema para el movimiento blanco, mientras que los bolcheviques sí contaban con un partido político y una jerarquía disciplinada y sólidamente establecida que les permitía imponer su autoridad sin disensiones internas. 
El movimiento blanco carecía de las estructuras políticas de los bolcheviques, y pronto sus jefes militares empezaron a convertirse en verdadera autoridad política. Pero sin coordinación central, las ambiciones de cada grupo o camarilla de oficiales generaron graves pugnas entre los blancos. Tal situación se agravó al saberse que el zar Nicolás II había sido fusilado con toda su familia en Ekaterinburgo en julio de 1918. Al carecer desde entonces de una figura en nombre de la cual administrar vastas extensiones de territorio ruso, los generales del movimiento blanco se transformaron en pequeños caudillos regionales casi autónomos. Incluso hubo extensas regiones en Siberia donde simples grupos de bandoleros locales eran la única autoridad y sobre las cuales los generales blancos no ejercían control alguno.
La falta de una organización administrativa competente que organizase los territorios bajo su control, se considera la principal causa de la derrota del movimiento.
A veces, los aliados occidentales de la Triple Entente y fuerzas extranjeras intervencionistas proporcionaron importante asistencia a las unidades del ejército. Esto llevaría a algunos a ver al Ejército Blanco como representante de los intereses de las potencias rivales, elemento que la propaganda bolchevique aprovechó plenamente, difundiendo que los oficiales blancos sólo obedecían órdenes de Francia y del Reino Unido de Gran Bretaña e Irlanda, contrariando el interés de Rusia.

Máxima expansión del Ejército Blanco en la Guerra Civil Rusa:
Bajo control bolchevique, febrero de 1918
Bajo control bolchevique, verano de 1918

La guerra civil rusa entre blancos y rojos duraría hasta 1921. El Ejército Blanco contó con la colaboración ocasional de fuerzas japonesas, británicas, canadienses, francesas y estadounidenses, entre otras. Estas potencias aportaron al Movimiento Blanco dinero, asesoramiento militar, trenes acorazados y artillería pesada, además de recibir, entre marzo y abril de 1918, un cuerpo expedicionario Aliado para intervenir específicamente en Siberia Oriental. 
Lentamente, el apoyo de estos contingentes extranjeros fue disminuyendo debido a que la opinión pública en sus países (sobre todo en Francia y Reino Unido) rechazaba la idea de continuar sosteniendo tropas para combatir en Rusia cuando la Primera Guerra Mundial ya había terminado y los soldados exigían volver a sus hogares. El creciente aislacionismo de EE. UU. a partir de inicios de 1919 hizo que dicho país también redujera su auxilio a los blancos. Estaba en discusión la utilidad de apoyar militarmente a un movimiento antibolchevique muy desorganizado y sin líderes reconocidos por todos, lo que podría implicar desperdiciar recursos sin apreciar ventajas efectivas. Algunas tropas francesas se opusieron a continuar el apoyo a los antibolcheviques, como en el caso de los motines del Mar Negro. Finalmente, los éxitos repetidos de los bolcheviques desde mediados de 1919 y su consolidación como gobierno efectivo de Rusia causaron dudas sobre las posibilidades reales de que el régimen bolchevique pudiese ser desalojado del poder, y que a su vez el movimiento blanco lograra efectivamente sustituirlo. 
Una excepción notable a esta política fue Japón, que por su proximidad geográfica a Rusia esperaba aprovechar las riquezas naturales de Siberia, cuya explotación no podían realizar los blancos debido a las presiones de la guerra. Los intereses económicos de Japón justificaban entonces mantener la presencia de tropas en zonas de la Siberia rusa. La participación bélica de Japón en la Primera Guerra Mundial había sido muy pequeña y, por lo tanto, no había problemas estratégicos ni financieros que le impidieran sostener una ocupación militar en Rusia, más aún considerando que el Ejército Blanco dependía por completo del apoyo material japonés y que, por lo tanto, no se opondría a la penetración económica de Japón. La posterior retirada japonesa en 1922 resulta explicable al expandirse el poder soviético y quedar anuladas las tropas de los blancos (suprimiendo así el único apoyo efectivo a los japoneses dentro de Rusia), además de la negativa del gobierno nipón a embarcarse en una impredecible guerra contra las tropas bolcheviques.
Los blancos aguantaron bastante tiempo en algunas zonas (especialmente en el este de Siberia, sur de Ucrania y Crimea), pero desde mediados del año 1919 las fuerzas del Ejército Rojo empezaron a obtener victorias relevantes. En julio de 1919, el almirante Aleksandr Kolchak asumió el mando militar del Ejército Blanco en Siberia y se reveló como uno de los jefes militares más capaces de los blancos. Pero la falta de coordinación con otros líderes blancos y la impopularidad de sus caudillos locales hicieron que el Ejército Blanco perdiera terreno ante el renovado Ejército Rojo. A fines de 1919, los bolcheviques habían recuperado la mayor parte de la Rusia europea y habían expulsado a los blancos a las zonas más remotas de Siberia. Las tropas blancas, desmoralizadas y en desintegración permanente, empezaron a depender fuertemente del apoyo militar japonés a lo largo del año 1920. 
Algunos soldados blancos lucharon bajo la dirección del autoproclamado «general» Grigori Semiónov, formando bandas armadas dedicadas al pillaje. Otros pasaron a Mongolia, donde establecieron un régimen prorruso a las órdenes del barón Roman von Ungern-Sternberg, a costa de considerables bajas. Pero fracasaron en la unidad o la cooperación efectiva entre sus cuerpos, mientras que el Ejército Rojo conseguía ventaja paulatinamente y tomaba el poder en Mongolia.

### Principales núcleos del movimiento
Gracias a la debilidad inicial del gobierno bolchevique, sus enemigos pudieron organizarse con impunidad. Las principales agrupaciones antibolcheviques fueron:
- El Ejército de Voluntarios y otras fuerzas (finalmente agrupadas en 1919 en las «Fuerzas Armadas del Sur de Rusia») centradas en el este de Ucrania, la región del bajo Don y de Kubán. Este fue el primero en formarse.[10]
- La Administración Suprema de la Región Norte y su sucesor el Gobierno Provisional de la Región Septentrional, en el norte de Rusia, con su centro en los puertos árticos de Múrmansk y Arcángel.
- El Ejército del Noroeste, que operó entre Estonia y Petrogrado.[10]
- El «Ejército Ruso» del almirante Aleksandr Kolchak, que controló gran parte de Siberia.[10]

## Ideología
La ideología del Movimiento Blanco estuvo en permanente desarrollo durante la guerra civil. Los generales Lavr Kornílov y Antón Denikin sostuvieron ciertas formas de base ideológica pero ninguna era tan concreta o coherente como la del  general Piotr Wrangel durante el llamado «experimento de Crimea» en 1920. Fue ahí donde Wrangel planteó brevemente el núcleo del «ideal blanco», que hacía énfasis en la liberación de Rusia de los bolcheviques y otras fuerzas «anárquicas», el establecimiento de un gobierno justo y honrado, la protección de los fieles contra las persecuciones religiosas, los derechos del labrador a la propiedad de la tierra y la oportunidad de todos los rusos de elegir a un «líder». Por las ideas albergadas por la mayoría de sus oficiales y por las medidas aplicadas allí donde controlaron el territorio, sin embargo, el movimiento fue en la práctica conservador y reaccionario.
Los militares rusos que acabaron dirigiendo el movimiento, dieron erróneamente un papel secundario a la política en su movimiento de oposición a los bolcheviques. Más capaces militarmente que los socialistas moderados, que también se oponían al gobierno de Lenin, eran, sin embargo, menos populares. Ideológicamente su variedad era mayor que la de sus enemigos y carecían de una doctrina tan clara y un dirigente tan respetado como Lenin entre los bolcheviques. En cuestiones fundamentales, como la forma del Estado (monarquía o república), la conveniencia de pactar con los Imperios Centrales o mantener el pacto con los Aliados, o la aplicación de una reforma agraria, no había acuerdo en sus filas. Políticamente ineptos y ansiosos por evitar disensiones en su seno, fueron incapaces de presentar un programa político que ganase las simpatías de la población, trataron de evitar en lo posible cualquier cuestión que produjese desacuerdos y permitieron que la propaganda de sus enemigos presentase su ambigüedad e indecisión en el peor aspecto posible.
A pesar del origen humilde de muchos de los oficiales que dirigieron las fuerzas «blancas», este no fue utilizado para contrarrestar la propaganda soviética que acusaba al movimiento de favorecer únicamente a las clases privilegiadas. Conservadores y hostiles a la intelectualidad independientemente de su origen social, los oficiales carecían de habilidad política. Frutos de un sistema educativo atrasado, especialmente el militar, los oficiales aprendían a rechazar la cultura y la educación, a mantenerse aislados del mundo exterior y sostener una postura fundamentalmente conservadora. Enseñados a mantenerse alejados de cualquier ideología potencialmente subversiva y aceptando el orden social y político de la autocracia en el que se habían formado antes de la Primera Guerra Mundial, los oficiales, a pesar de su conservadurismo, se definían a sí mismos como «apolíticos», viendo la política como algo a rechazar. En general, consideraban a los políticos, en su entendimiento restringido de la política, como alborotadores y enemigos del zar. Mayoritariamente habían rechazado el experimento revolucionario de 1905. El movimiento nunca llegó a hacer uso efectivo de los políticos que los formaban, entregando las tareas administrativas a antiguos políticos y gestores zaristas desacreditados o a brutales oficiales. En el Sur, con la llegada de Piotr Wrangel al mando del Ejército de Voluntarios a comienzos de 1920, esta preferencia fue palmaria. Esta preferencia por las figuras del antiguo régimen aseguró la percepción por parte del campesinado del movimiento como reaccionario.
Preocupados, a diferencia de la mayoría de la población, con los problemas de la legitimidad del Gobierno y la soberanía popular, dejaron de lado los problemas sociales, económicos y administrativos. Su programa variaba dependiendo de la suerte de sus armas: más conservador en los momentos de victoria y más progresista en los de derrota, reforzando la impresión de hipocresía del movimiento, que albergaba objetivos más conservadores que los que proclamaba en los momentos de mayores dificultades. A pesar de definirse como apolítico y más allá de la lucha de clases, el movimiento era en la práctica conservador y favorecía a los ricos y poderosos, dejando patente la falsedad de su pretendida neutralidad.
A pesar de su interés por ganarse el favor del campesinado, a diferencia del proletariado urbano, considerado hostil, el movimiento se encontró con el obstáculo de su idea conservadora y populista del campesino heredada del antiguo régimen: sufrido, infantil devoto y monárquico, manipulado por el agitador externo, el judío.

### Nacionalismo ruso

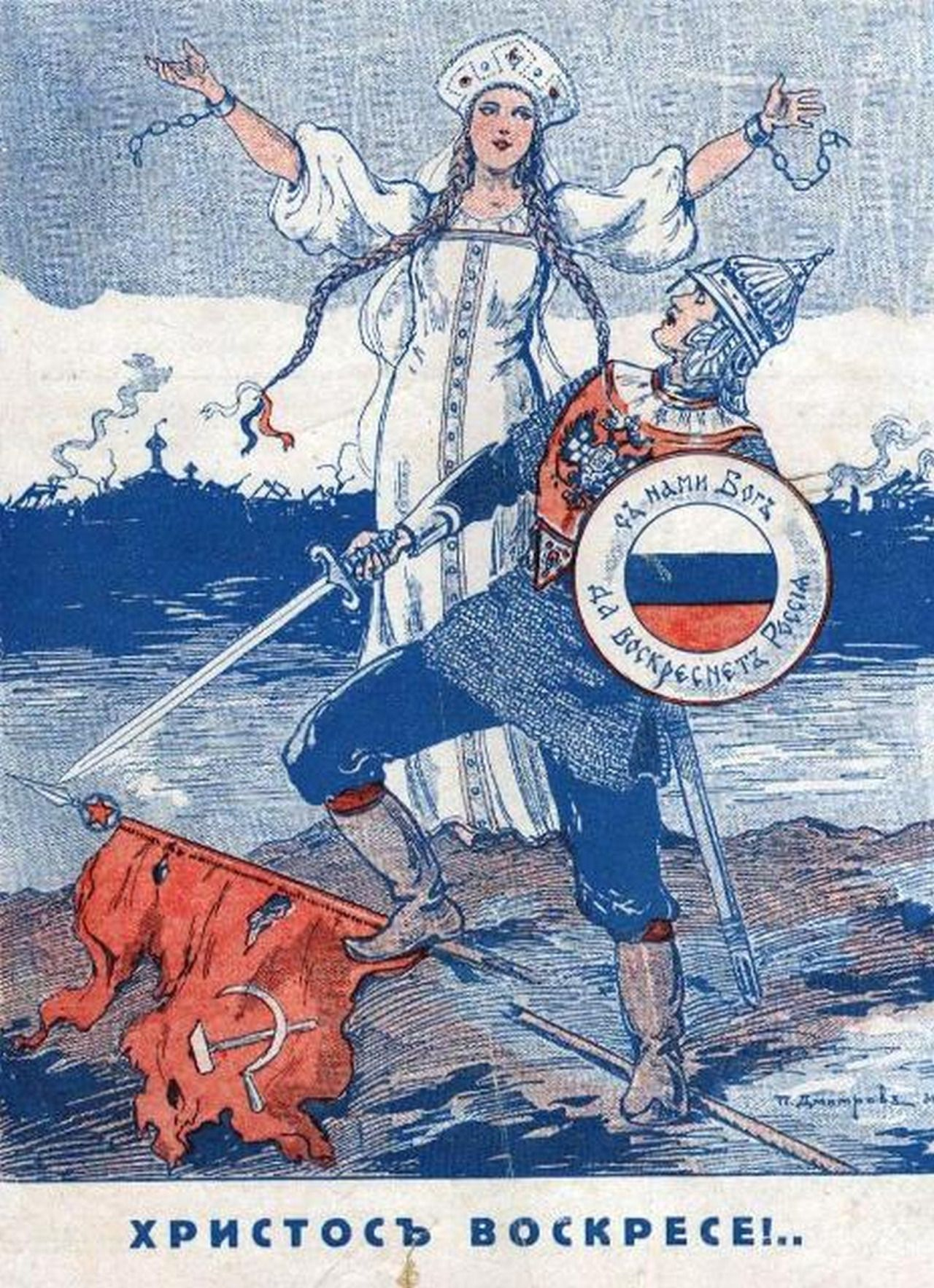
Portada de la revista del exilio antisoviético Chasovói (El Guardia), París, ca. 1932.

Defensores del nacionalismo ruso centralista, esto dificultó el entendimiento con otras fuerzas antisoviéticas nacionalistas y fue una de las principales debilidades del movimiento. Incapaces de aceptar las ambiciones de los nacionalismos periféricos, los convirtieron en enemigos.
Los generales «blancos» centraron su escaso programa político en el patriotismo ruso, presente en todas sus declaraciones públicas, mientras que dejaban de lado las cuestiones sociales. Los llamamientos patrióticos, sin embargo, resultaron inútiles frente a la indiferencia campesina.

### Antisemitismo
El extendido antisemitismo del Imperio ruso se extendió entre los oficiales, transformándose a comienzos del siglo XX de religioso a racial. Los judíos no podían ascender a oficiales, aunque sí servir en el Ejército. Considerados malos soldados y alborotadores que propagaban ideas subversivas, los militares rara vez intervenían en los desmanes contra la población judía.
Los oficiales «blancos» convirtieron su obsesión por el «agitador judío», heraldo de las nuevas ideas que «contaminaban» la pureza rusa, en pieza esencial de su ideología. Con un odio patológico, los militares acusaban a los judíos de cualquier revés, asociando a los judíos en conjunto con el régimen bolchevique. El uso de los judíos como cabezas de turco de lo que consideraban males de Rusia evitaba además tener que hacer un análisis de las exigencias y problemas reales del país.
A pesar del rechazo formal de los pogromos, que supusieron la muerte de unas 100.000 personas en Ucrania, los generales blancos no los impidieron.

### Espíritu combativo
A pesar de haberse opuesto al comienzo a la Primera Guerra Mundial, conscientes de la falta de preparación del país para la contienda, la oficialidad desarrolló pronto un interés en la guerra que en otros sectores de la población fue pasajero, produciendo una desconfianza de los militares hacia estos.
Favorables en su mayoría al zar y al gobierno autocrático, no se opusieron a la Revolución de Febrero, a pesar de su desconfianza hacia la misma, porque consideraban que cualquier acción hubiese debilitado el frente. Aceptaron la abdicación del soberano como un sacrificio para mantener el esfuerzo de guerra. Su falta de experiencia política tampoco facilitaba una posible intervención. La posterior desorganización del Ejército, de la que los oficiales culparon a la nueva república, agudizó su hostilidad hacia esta. Su antipatía por los políticos liberales y políticos del Gobierno Provisional Ruso, que tampoco deseaban una revolución social, paralizó a los oficiales durante la Revolución de Octubre e impidió antes la colaboración entre ambos grupos.
Su hostilidad a Alemania conllevó dificultades para los antisoviéticos, necesitados en algunas zonas de su ayuda pero divididos sobre la conveniencia de pactar con el hasta entonces enemigo.

### La cuestión agraria

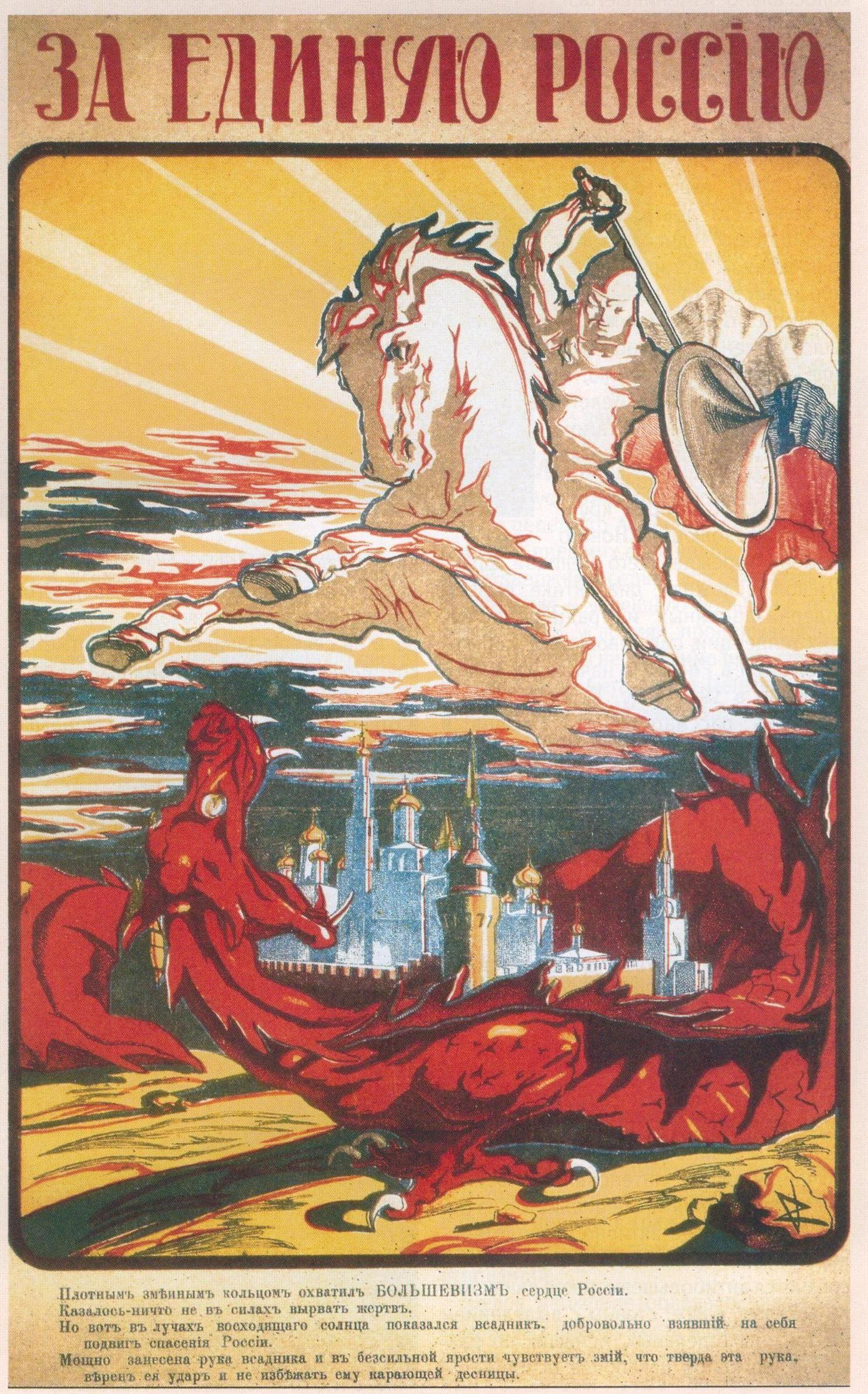
Cartel de propaganda del movimiento blanco; en él se lee: Por una Rusia unida.

Formado principalmente por la burguesía y centrado en ganar militarmente el enfrentamiento con los soviéticos, el movimiento no fue capaz de aceptar como necesaria la revolución en el campo para lograr el apoyo campesino ni de plantear un programa político que recibiese el favor del pueblo. Los escasos planes de reforma agraria, basados en esencia en el programa de mínimos de 1917 de los kadetes, no se llegó a aplicar, pero no hubiese sido popular, defendiendo como hacía los intereses de los terratenientes. Con los planes de las comisiones creadas bajo el Gobierno de Antón Denikin, se calculó que los labradores habrían de devolver tres cuartos de las tierras obtenidas desde 1917, ganándose así la hostilidad de estos. La administración de Denikin optó por retrasar la decisión a la reunión de la Asamblea constituyente, con desastrosos resultados políticos.
La devolución de la tierra a sus antiguos propietarios en los territorios bajo control «blanco» y la entrega de la administración local, allí donde no reinaba el terror o el mando militar, a los terratenientes locales y la policía zarista indicaron la intención del movimiento de retomar el desacreditado sistema imperial de gestión local.
El «experimento de Crimea» de Wrangel, que anteriormente se había opuesto como muchos otros conservadores a las tibias reformas propuestas por Denikin, que comenzó en el verano de 1920, fue muy tardío para entusiasmar a grandes masas de la población, pues ocurría en una fase de la guerra en la que los bolcheviques ya habían conseguido la ventaja militar, mientras que los blancos perdían apoyo de franceses y británicos. Los planes de Wrangel, de complicada aplicación, no pudieron fructificar, repartiéndose pocas tierras durante su puesta en práctica. En cualquier caso, sus planes de reforma agraria favorecían a los campesinos ricos, no a los pobres, siguiendo la estela de las reformas de Piotr Stolypin.
A pesar de la impopularidad de muchas medidas soviéticas, el campesinado finalmente prefería el Gobierno de Lenin al regreso del antiguo régimen que prometía en la práctica la victoria del movimiento.
Asimismo el carácter exclusivista y elitista que caracterizaba a los oficiales blancos durante el zarismo no había desaparecido del todo, y ello hacía muy difícil conseguir la adhesión de las masas populares, lo que generaba graves problemas cuando los líderes blancos intentaban reclutar tropas leales a su causa. En las últimas fases de la guerra los batallones del Ejército Blanco contaban con una proporción excesiva de oficiales en comparación con los soldados reclutados.

## Tras la guerra civil rusa

Emblema usado por los rusos blancos voluntarios que combatieron del lado del bando sublevado en la guerra civil española.

Tras el fin de la guerra civil rusa, los conceptos de Wrangel fueron plasmados en una ideología concreta por pensadores rusos como Iván Ilyín, basada principalmente en las ideas de los eslavófilos.
Las tendencias monárquicas fueron muy fuertes entre los oficiales veteranos blancos, el republicanismo era más raro. En agosto de 1922, dos meses antes de ser expulsados los blancos de su último baluarte en Vladivostok, el ejército blanco del Lejano Este del general Mijaíl Díterijs llegaría tan lejos como para convocar el Zemski Sobor de Priamurye y elegir (sin su participación) al Gran Duque Nicolás Nikoláyevich Románov como zar de Toda Rusia (véase Gobierno provisional de Priamurye).
Después de ser vencida la Guardia Blanca, el Comité Ejecutivo Central Panruso y el Sóviet de Comisarios del Pueblo declararon, mediante un decreto de 1921, que entre dos y tres millones de personas (entre los cuales se encontraban antiguos rusos blancos u opositores a la Revolución de Octubre) pasaban a ser apátridas. Tras ello, hubo una fuerte emigración de rusos antibolcheviques, agrupándose en Berlín, París, Harbin y Shanghái, estableciendo redes culturales que durarían hasta la Segunda Guerra Mundial, como el Partido Fascista Ruso formado por estos exiliados en Manchuria, Japón. Estados Unidos acogerá a parte de este Partido Fascista Ruso, formando la Organización Fascista Rusa, con sede en Connecticut. 
Tras la caída del fascismo en la Segunda Guerra Mundial, la actividad blanca se concentrará en círculos de exiliados apoyados por EE. UU. e intentos fallidos de infiltrarse en la Unión Soviética, tratando de contactar con simpatizantes blancos que hubieran quedado en Rusia ocultando sus antiguas ideas.
El Movimiento Blanco fue la primera fuerza organizada que entró en lucha armada contra la Internacional Comunista fuera de Rusia. El teniente general monárquico E. K. Miller, que fue en 1919-1920 uno de los jefes del Movimiento Ruso Blanco y que encabezó en el exilio la "Unión Militar Rusa" (ROVS), declaró al iniciarse la guerra civil española en 1936 que la Cruzada contra el comunismo empezada en España era continuación de la Lucha Blanca y llamó a los nacionalistas rusos a que se enrolaran como voluntarios en el ejército del general rebelde Francisco Franco. Unos ochenta miembros de la ROVS y otros nacionalistas rusos lograron de forma individual entrar en España, donde integraron un destacamento ruso que formaba parte del Tercio Doña María de Molina. Los anticomunistas rusos lucharon también en las filas de la Legión Extranjera Española y otras unidades del Ejército Nacional.

## Personajes destacados del Movimiento Blanco
- Mijaíl Vasílievich Alekséyev
- Stanisław Bułak-Bałachowicz
- Antón Ivánovich Denikin
- Mijaíl Gordéievich Drozdovski
- Aleksandr Ilich Dútov
- Iván Aleksándrovich Ilyín
- Alekséi Maksímovich Kaledin
- Aleksandr Vasílievich Kolchak
- Lavr Gueórguievich Kornílov
- Piotr Nikoláievich Krasnov
- Aleksandr Pávlovich Kutépov
- Viacheslav Grigórievich Naúmenko
- Serguéi Leonídovich Márkov
- Vladímir Zinóvievich May-Mayevski
- Yevgueni Kárlovich Míller
- Gran Duque Nicolás
- Víktor Leonídovich Pokrovski
- Grigori Mijáilovich Semiónov
- Andréi Grigórievich Shkuró
- Konstantín Vladímirovich Rodzayevski
- Anastasy Andréievich Vonsyatsky
- Barón Roman von Ungern-Sternberg
- Barón Piotr Nikoláievich Wrangel
- Nikolái Nikoláievich Yudénich
- Vladímir Óskarovich Kápel